# 原発特別警備部隊

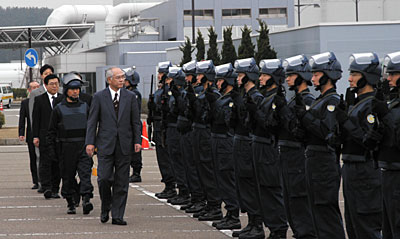
新潟県警察の原子力関連施設警戒隊を激励する佐藤英彦警察庁長官（当時）

原発特別警備部隊（げんぱつとくべつけいびぶたい）は、日本の警察において原子力関連施設の防護を任務とする部隊。原子力発電所が立地する道県警察本部の機動隊において、専門部隊として設置される。

## 来歴
2001年のアメリカ同時多発テロ事件を受けて、警察では銃器対策部隊による24時間体制の原子力関連施設の警戒を開始し、その後も管区機動隊を中核として警戒が続けられた。
翌年には2002 FIFAワールドカップ警備のため管区機動隊が動員されることになったことから、警察庁では、12道県にある16施設の商業用原子力発電所に対し、所轄の道県警察機動隊の銃器対策部隊を配備することとし、これを「原子力関連施設警戒隊」と称した。また要員が足りない福井や宮城など6県警には、全国から応援部隊を派遣して対応した。当時の「原子力関連施設警戒隊」は臨時編制であり、専門部隊ではなかったが、その後も2003年のイラク戦争に伴うテロ警戒強化の際にも編成された。

## 編制

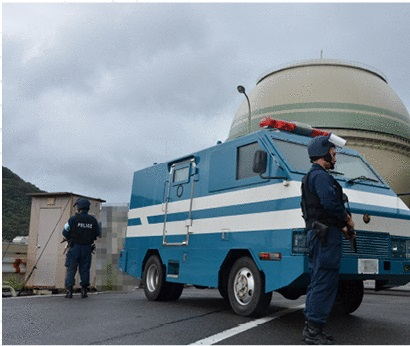
特型遊撃車を駐車し、MP5を携行して警戒する隊員

原子力関連施設のある全国16道府県警察本部の機動隊に編成されているが、下記の福井県警察の専従部隊を除き、基本的には、管区機動隊の隊員が任期制・交代制で警戒隊に出向するというかたちをとっている。原子力関連施設の警戒部隊について、警察庁では銃器対策部隊として位置付けており、一般の銃器対策部隊と同様に、短機関銃や狙撃銃、特型警備車を備えていた。また原発特別警備部隊については、銃器対策部隊としての装備に加えて自動小銃、NBCテロ対処や爆発物処理のため、化学防護服やマジックハンドなども備えているとされている。
人件費や警備費用の全額を国庫が負担しており、電力会社は経費を負担しない。当初は原子力関連施設警戒隊、後には原発特別警備隊とも称されていた。
なお、原子力関連施設の多くは海に面していることから、海上保安庁とも連携した警備体制が構築されており、巡視船艇の巡回経路に組み込まれているほか、柏崎刈羽原子力発電所では巡視船が常時展開し、同所および島根原子力発電所ではモーターボートも配備されている。また2016年に閣議決定された「海上保安体制強化に関する方針」では尖閣諸島周辺海域における中国船による領海侵入等の問題などとともに「原発等テロ対処・重要事案対応体制の強化」も盛り込まれており、2020年代に入ると、担当範囲に若狭湾を含む第八管区の敦賀海上保安部に初の大型巡視船としてくにがみ型巡視船2隻、また同管区の舞鶴海上保安部にも同型船1隻が配備された。

### 福井県警察原子力施設警備隊
2000年、福井県警察本部生活安全部の自動車警ら隊が警備部の管下に組織変更されて嶺南機動隊として発足した。当初は、原子力関連施設の警戒警備を含めた嶺南方面の警備事象に対応するとともに、中部管区機動隊の福井小隊としての役割も担っていた。そして2004年、同隊内に、警部を隊長として、2個小隊編制の原子力関連施設警戒隊が設置された。これに伴い機動隊は10名増員されて約70名体制となり、うち38名が警戒隊の専従要員として振り分けられた。また2013年には、嶺南機動隊は更に39名増員されており、2014年の時点で、この原子力関連施設警戒隊は全国唯一の専従部隊とされていた。
嶺南機動隊は主として嶺南地域における原子力関連施設等の警戒、警備活動を行うものとされており、同地域で原子力発電所施設以外の災害やその他事象がある場合は、福井市にある県警機動隊が対応することになっていた。嶺南機動隊は福井県警察に所属していたものの、経費は国の予算から支出されており、警視庁の東京国際空港テロ対処部隊や千葉県警察の成田国際空港警備隊とともに、機動隊に準じた部隊として位置づけられていた。また2020年3月には、テロ抑止効果を高めて県民の安心感を醸成するため、嶺南機動隊は原子力施設警備隊に改称されて、名実共に原子力施設の警備活動へと専従することになった。